# 中川通成
中川 通成（なかがわ みちなり）は、TBSテレビコンテンツ制作局制作開発部長。

## 来歴・人物
神奈川県茅ヶ崎市出身。神奈川県立茅ケ崎北陵高等学校、法政大学経営学部を卒業後、1992年に入社。入社後は制作局に配属され、主にバラエティ番組の制作に携わり、TBSテレビ（旧TBSエンタテインメント）演出・プロデューサーとして「ウンナンのホントコ!」や「ザ・イロモネア」、「ズバリ言うわよ!」などを立ち上げてきた。
2012年から2015年3月までは制作から離れていたが、2015年4月より制作に復帰。一部担当番組を除いて、現在はマネージメントプロデューサーとしてバラエティ番組のプロデュースを担当。
2016年4月1日からTBSテレビの組織改正で制作2部から制作1部に異動した。
2018年7月1日からコンテンツ制作局制作1部長に昇格。担当していた番組を西川永哲、渡辺英樹、石黒光典MPが引き継いだ。
2021年7月からコンテンツ制作局制作開発部長と就任され、現職。
2011年に映画「TSY」で監督デビューを果たす。

## 現在の担当番組
特番
- 音楽の日（制作、2019年放送回から担当）
- お笑いの日（制作）

## 過去の担当番組

### マネージメントプロデューサー
レギュラー
- 世界のどっかにホウチ民
- 水曜日のダウンタウン
- クレイジージャーニー
- クイズ☆スター名鑑
- 炎の体育会TV
- 好きか嫌いか言う時間
- 珍種目No.1は誰だ!? ピラミッド・ダービー
- がっちりマンデー!!
- バナナマンのせっかくグルメ!!
- アメージパング!
- 東大王
- 坂上&指原のつぶれない店
- ペコジャニ∞!

特番
- クイズ☆正解は一年後（2016年）
- 名前のナゾを解き明かせ!マイネームSHOW
- オールスター感謝祭（2017年春 - 2018年春）
- 関口宏の東京フレンドパーク ドラマ大集合SP!!（2018年冬）

### プロデューサー
レギュラー
- ズバリ言うわよ!
- お笑いLIVE10!（演出兼任）
- 恋するハニカミ!
- むちゃぶり!
- ウンナンのラフな感じで。
- 有田とマツコと男と女
- なんでもアリタっ!（goomo）
- 世にも不思議なランキング なんで?なんで?なんで?

特番
- お笑い Dynamite!
- 芸能界恥-1グランプリ
- 志村けんのゲーム王国 しむランド
- ウンナン極限ネタバトル! ザ・イロモネア 笑わせたら100万円（以前は総合演出→プロデューサー兼務）

### 協力プロデューサー
- 番組対抗ドッキリアワード

### 演出・ディレクター
レギュラー
- ウンナンの気分は上々。
- ディスカバ!99
- ぶっちゃけ!99
- ウンナンのホントコ!
- ウッチャきナンチャき
- ドラゴン&ボールアワー

## 監督作品
映画
- 「TSY」（2011年、ピース・綾部祐二主演）
- 「タバコイ〜タバコで始まる恋物語〜」（2012年、ピース・又吉直樹主演）